# 로시하니크라

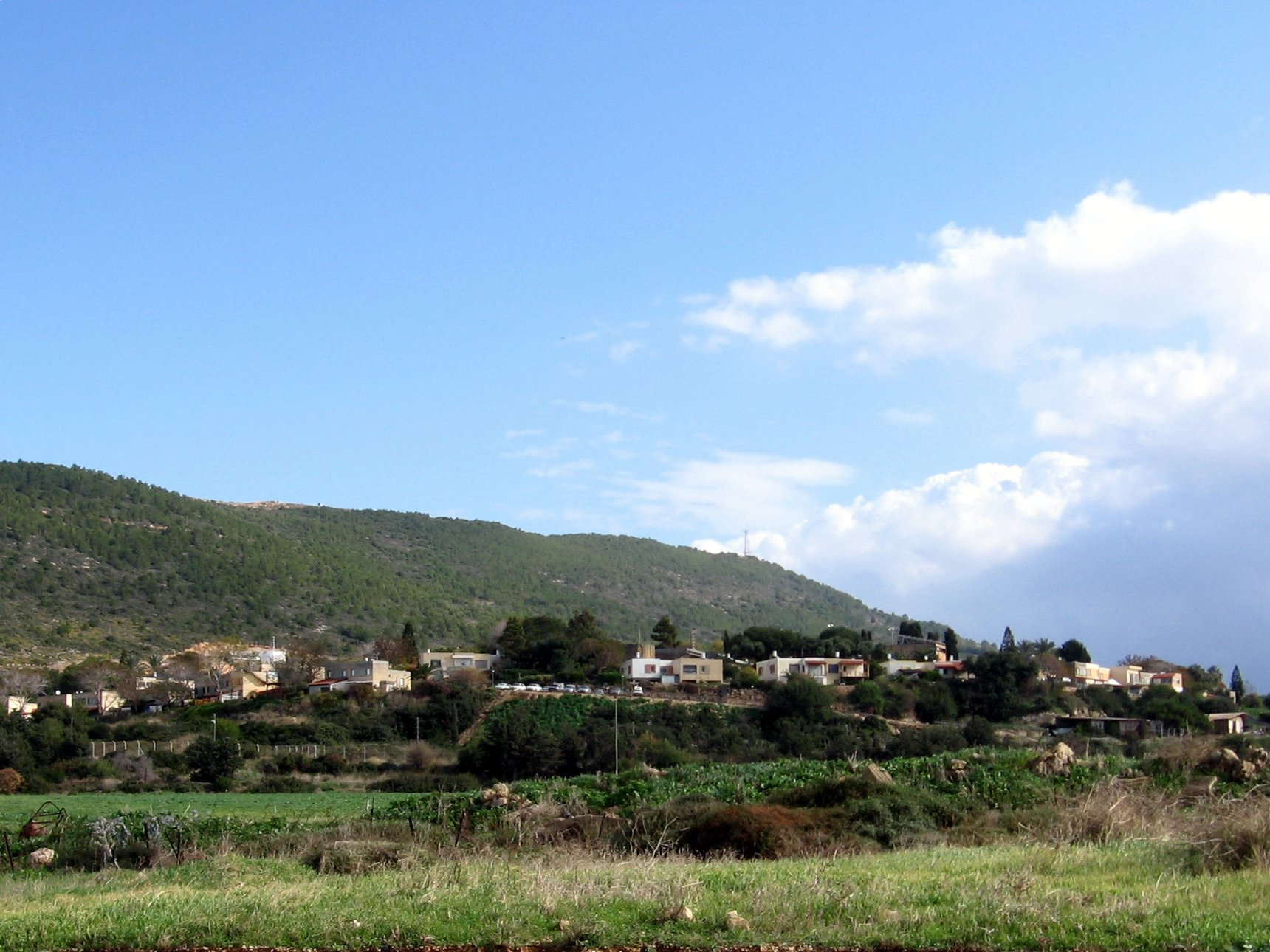

로시하니크라(Rosh HaNikra, 히브리어: ראש הנקרה)는 이스라엘 북부에 있는 키부츠이다. 로시하니크라 동굴과 레바논 국경 근처의 지중해 연안에 위치해 있으며, 마테 아셰르 지역 의회의 관할에 속한다. 2016년 인구는 1,349명이었다.

## 역사
이 키부츠는 1949년 1월 6일, 키부츠 하니타에서 이주해 온 팔마흐의 복원된 군인들로 구성된 가린과 시온주의 청소년 운동 회원들, 그리고 젊은 홀로코스트 생존자들에 의해 설립되었다.
이곳은 1948년 아랍-이스라엘 전쟁으로 주민이 없어진 알-바사 마을 부지에 건설되었다.

### 2023년 이스라엘-하마스 전쟁
이스라엘-하마스 전쟁 동안 로시하니크라를 포함한 이스라엘 북부 국경 지역 사회는 헤즈볼라와 레바논에 기반을 둔 팔레스타인 파벌의 표적 공격에 직면하여 주민들이 대피했다.

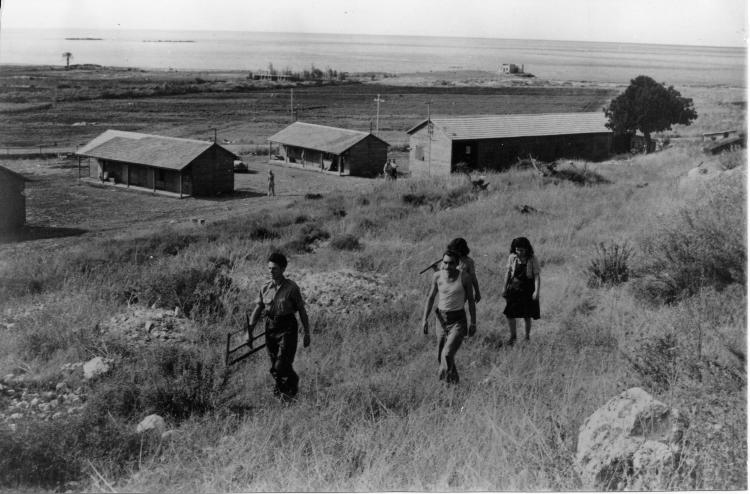
로시하니크라의 원래 건물. 1949년

2024년 1월, 헤즈볼라는 레바논과의 국경에 있는 로시하니크라의 이스라엘 해군 기지에 대한 공격 영상을 공개하며, 알마스 미사일을 사용했다고 밝혔다. 이후 2024년 봄 동안 여러 영상에서도 유도 미사일을 이스라엘 표적에 사용하는 모습이 담겼다.

## 경제
이 키부츠는 바나나와 아보카도를 재배하고 칠면조를 기른다. 1974년에 키부츠 회원들은 이스라엘 최초의 상업용 조직 배양 연구소를 포함한 생명공학기술 회사인 라한 메리스템을 설립했다. 라한은 관상용, 산업용, 과일, 채소 작물을 포함한 200종 이상의 식물 속에 대한 대규모 생체 외, 영양계 복제 번식을 위한 새로운 절차를 개발했다. 1980년대 중반에 생체 외 번식 바나나 식물이 주요 제품이 되었다. 라한은 현재 전 세계 바나나 산업을 위한 연구 및 자문 센터이다.
기술 지원을 제공하기 위해 1991년에 공식적인 R&D 부서가 설립되었다. 전문 분야에는 분자 및 고전 유전학, 식물 세포 및 조직 배양, 식물 생화학 및 생리학, 세균학 및 산업 생명공학이 포함된다. 또한 오염 미생물 통제, 체세포 변이의 조기 감지 및 제거, 생산 노동 및 고정 비용 절감 등을 위한 방법도 개발되었다.
21세기 초, 이 키부츠는 사유화되었다.

## 저명한 인물
- 사샤 배런 코언, 잉글랜드의 배우, 코미디언, 시나리오 작가, 프로듀서[6]
- 누파르 에델만(1982년생), 올림픽 요트 선수
- 에이탄 프리들랜더(1958년생), 올림픽 요트 선수
- 데켈 케이난, 이스라엘 축구 선수

## 같이 보기
- 이스라엘의 농업 연구
- 로시하니크라 제도